# 칼 퍼킨스
칼 리 퍼킨스(영어: Carl Lee Perkins, 1932년 4월 9일 ~ 1998년 1월 19일)는 미국계 싱어송라이터로, 1954년부터 시작한 멤피스 선 레코드에서 녹음 경력을 시작했다. 가장 잘 알려진 곡은 〈Blue Suede Shoes〉다.
찰리 대니얼스는, "칼 퍼킨스의 곡들은 로커빌리 시대의 전형이고, 칼 퍼킨스의 사운드는 그 관련자 누구보다 더 전형적이다. 그는 절대 변하지 않았기 때문"이라고 했다. 퍼킨스의 저작들은 엘비스 프레슬리, 비틀즈, 지미 헨드릭스, 조니 캐시 같은 거두 아티스트들에게 녹음되었다. 폴 매카트니가 가로되, "칼 퍼킨스 없이는, 비틀즈도 없었다."
"로커빌리의 제왕"으로도 세칭되는 그는, 로큰롤 명예의 전당, 멤피스 음악 명예의 전당, 내슈빌 작곡가 명예의 전당 따위에 헌액돼 있다. 그래미상도 받았다.

## 어린 시절
테네시주 팁튼빌 교외에서, 궁한 소작농 벅 퍼킨스와 루이스 퍼킨스의 아들로 태어났다. 그들은 출생증명서에서 "Perkings"로 잘못 기명했다. 교회 친구들과, 목화밭에서 같이 일하던 아프리카계 미국인들에게서 복음성가를 들으며 자랐다. 그는 6살부터 봄철에서 가을철까지 하학한 뒤면 밭에서 몇 시간이고 노동했다. 하기 노동시간은 "도무지 불가능한" 12-14시간이었다. 퍼킨스 및 그 형제 제이는 하루 일당으로 50센트를 받았다. 가족 전 성원이 종업하여 콩과 감자, 부친의 담배값은 걱정 없었으며, 더러 5센트 하드캔디 봉지를 누릴 때도 있었다.
퍼킨스는 토요일 밤마다 부친 라디오로 《그랜드 올 오프리》를 청취했다. 로이 에이커프 방송을 듣고 부모에게 기타 사달라고 조르기도 했다. 한 대 사줄 형편도 안 되었기로서, 대신 부친이 궐련갑과 빗자루를 가지고 하나를 수제작했다. 필경 돈이 궁했던 이웃으로부터 찌끄러지고 상하고 현이 해진 진 오트리제 기타를 샀다. 벅 퍼킨스가 2달러에 사준 것이었다.
퍼킨스는 오프리에서 에이커프가 연예한 〈Great Speckled Bird〉와 〈The Wabash Cannonball〉 등을 듣고 독학했다. 빌 먼로의 속주와 보컬이 초기 영향이었다고 술회한 바 있다.
퍼킨스는 육순의 아프리카계 미국인 노농 존 웨스트브룩(John Westbrook)에게 기타를 사사했다. 퍼킨스가 "존 삼촌(Uncle John)"으로 부른 그는, 낡은 통기타로 블루스와 복음성가를 연주할 줄 알았다. 웨스트브룩은 퍼킨스에게 "기타를 밀착시켜. 줄을 유전하는 감각을 느끼거라. 머리를 통하여 네가 거하는, 그 영혼으로 내려가도록 해라. 감각하는 거다. 그것이 전율되게 해라."고 조언했다. 현이 단선당하면, 새 현을 구할 돈이 없었으매 서로 비끄러매 재활용했다. 딴 음을 내리쓰려 들면 손을 베이기 일쑤라, 대신 음을 구부리기 시작했다. 그리하여 우연적으로 블루 노트를 깨우치게 되었다.
퍼킨스는 레이크 카운티 4학년 행진악단(Lake County Fourth Grade Marching Band)의 일원으로 합류되었다. 집안이 지원할 형편이 안 되었기에, 악단의 주장 리 맥컷천이 새 흰색 셔츠, 목화솜 바지, 흰색 악단모, 빨간색 망토를 원조했다.
1947년 1월경 가족은 테네시주 레이크컨트리에서 테네시주 매디슨카운티로 이사했다. 집에 비치된 라디오는 전의 배터리형이 아니라서, 퍼킨스는 멤피스에서 방송되는 각종 음악을 접할 수 있게 되었다. 14세가 된 그는 당시 컨트리 음악에서 흔한 I-IV-V 화음진행을 응용, 잭슨에서 〈Let Me Take You to the Movie, Magg〉로 알려진 곡을 작곡했다. (이 곡은 일후 샘 필립스를 설득되게 만들어 선 레코드사에 계약되는 계제가 된다.)

## 초기 경력
퍼킨스 및 그 형제 제이는 잭슨에서 12마일 남쪽의 45번 국도에 있는, 코튼 볼 객줏집(Cotton Boll tavern)에서 처음 연예했다. 1946년 말엽 수요일 밤이 첫 공연이었다. 퍼킨스는 당시 14세였다. 연주된 곡 중에는 빌 먼로의 〈Blue Moon of Kentucky〉를 빠른 박자로 연주한 버전도 있었다. 객줏집에서 공연하면 무료 음료의 혜택도 있었는데, 첫날 밤에는 맥주를 네 잔이나 들이켰다. 한 달 새에 칼과 제이는, 잭슨 서편 경계 인근의 샌드 디치 객줏집(Sand Ditch tavern)에서 금토 밤으로 공연하게 되었다. 두 곳 모두 빈번히 싸움이 벌어지던 곳이었으며, 두 퍼킨스 형제는 싸움꾼이라는 평판을 얻었다. 이후 2년 동안 퍼킨스는 베미스와 잭슨 근방의 딴 객줏집에서도 연예하게 되었다. 그 이름을 나열하자면, 엘 란초, 더 로드사이드 인, 더 힐톱이라는 곳이었다. 그들은 점차 유명한 존재가 되어 갔다. 밴드 음향의 완성을 위해, 칼은 자비를 털어 산 업라이트 베이스를 형제 클레이튼에게 위임했다.
1940년대 후반기, 퍼킨스는 잭슨의 WTJS에서 정규 공연을 진행했다. 이따금은 테네시 램블러스의 일원으로 공연했다. 《헤이로프트 프로릭》(Hayloft Frolic)에 출연, 두 곡을 공연했다. 로버트 런이 《그랜드 올 오프리》에서 실연했던 바 있는 〈Talking Blues〉가 연주곡에 더러 끼여있었다. 퍼킨와 그 형제들은 《더 얼리 모닝 팜 앤 홈 아워》(The Early Morning Farm and Home Hour)에도 출연을 시작했다. 청취자들의 호평에 힘 입어 마더스 베스트 플로어(Mother's Best Flour)가 협찬하는 15분짜리 개인 방송도 가지게 되었다. 1940년대 말엽에는 퍼킨스 형제들은 잭슨 일대에서 최고로 잘 알려진 밴드가 된다.
어린 시절의 퍼킨스는 주업에도 종사했는데, 위선은 목화 채집에서, 그다음에는 말레서스에 위치한 매트리스 공장인, 데이스 데일리(Day's Dairy)와 배터리 공장에서도 일했다. 1951년에서 1952년까지는 콜로니얼 제빵회사(Colonial Baking Company)에서 냄비 기름 치는 사람으로 일했다.
1953년 1월 퍼킨스는 몇 년 전에 처음 만난 밸다 크라이더(Valda Crider)와 결혼했다. 제빵사에서 시간제로 종업할 무렵, 자기 직업이 있었던 밸다가 퍼킨스에게 객줏집에서 풀타임으로 일할 것을 설득했다. 그는 1주에 6일을 공연하게 되었다. 같은 해 그렇게 된 이후 드러머로 W.S. "프렁크" 홀랜드를 영입했다. 홀랜드는 전까지 음악가로서의 경험은 전무하되, 리듬에 대한 좋은 감각이 있었다.
1953년경 테네시주 커빙턴에서 퍼킨스 형제의 공연을 감상했던 말콤 옐빙턴은, 칼이 제 딴의 비범한 블루스풍 스타일을 특유하고 있었다고 회상했다. 1955년경 퍼킨스는 취한 테이프 녹음기 한 틀로 자작곡 테이프를 제작, 컬럼비아라든가 RCA 같은 곳에 발송했다. 나중에 회상하기로, "RCA와 컬럼비아에 테이프를 발송했으나 대답다운 대답은 전연 받지 못했다." 1954년경 퍼킨스 및 그 부인은 라디오를 통해 엘비스 프레슬리, 스코티 무어, 빌 블랙이 막 발매한 〈Blue Moon of Kentucky〉를 들었다. 노래가 멎을 즈음에 퍼킨스가 말하길, "멤피스에는 우리가 하는 일을 이해하는 사람이 있어. 그를 만나러 가야 해." 딴 설에 따르면, 밸다가 그더러 멤피스에 가자고 설유했다고 한다. 훗날 프레슬리는 잭슨을 여행 중에 퍼킨스와 그 그룹이 엘 란초에서 공연하던 광경을 보았다고 말했다.
몇 년 뒤에 진 빈센트는 인터뷰에서 〈Blue Moon of Kentucky〉를 "새로운 사운드"라 하기에는 어폐가 있다면서, "많은 사람들이 그 전부터 시도했던 것으로, 특히 칼 퍼킨스가 그랬다."고 말했다.

## 선 레코드
1954년 10월 초, 선 레코드에서 샘 필립스에게 본 오디션에 합격한다. 1955년 3월 19일 필립스가 소유한 플립 레이블에서 〈Movie Magg〉와 〈Turn Around〉를 발매한다. 〈Turn Around〉는 곧 국소적 성공을 거두었다. 곡이 남부와 남서부를 가로질러 방송됨에 따라, 퍼킨스는 엘비스 프레슬리서껀 마리아나, 웨스트 멤피스의 극장에서 출연을 예약했다. 본인과 프레슬리에 대한 관중의 호응을, 이렇게 형용했다. "내가 팔짝팍짝하고 있으면 다소의 환성만 들려왔는데, 알고보니 그들은 프레슬리를 기다리고 있었다. 마치 TNT처럼, 그냥 폭발적이었다. 온 세상이 자분참 록 일색이 된 듯했다.
조니 캐시 앤 더 테네시 투(Johnny Cash and the Tennessee Two)가 선 음악가 대열에 선 후발주자가 되었다. 1955년 여름부터 리틀 록에서 포레스트 시티로, 코린스에서 투펄로로 순연을 다녔다. 엘 란초에서도 재공연한 퍼킨스 형제는, 델라웨어 우드사이드에서 교통 사고를 당했다. 운전대를 잡은 친구는 조종석에 꼼짝 못하게 되었다. 그를 차에서 끌고 오기가 무섭게 차는 불타기 시작했다. 클레이튼은 차 밖으로 내동댕이쳐졌지만 심각한 부상은 없었다.
퍼킨스의 딴 차기작 〈Gone Gone Gone〉이 1955년 10월 선에서 발매됐으며, 다시 국소적으로 성공했다. "컨트리와 리듬 앤 블루스가 풍미 있게 가미된, 펑펑하는 블루스"로 평가되었다. 그 뒷면은 더한층 옛곡인 〈Let the Jukebox Keep On Playing〉으로, 피들과 "'웨스턴 부기" 베이스 라인, 스틸 기타, 그리고 구슬픈 보컬"로 구성된 악곡이었다. 퍼킨스의 연주를 샘 필립스가 다음과 같이 해설한다. "칼이 록을 할 줄 안다고 알고 있었다. 사실 내 앞에서 처음 말머리를 연 것이, 자기가 엘비스 취입 전부터 그런 음악을 하고 있었다는 것이었다. ... 이것이 컨트리를 결딴내는 혁명인지 아닌지 좌우간 한번 확인해보고 싶었다."
1955년 금추, 퍼킨스는 화난 무용가가 자기 신발을 지려밟은 일에서 〈Blue Suede Shoes〉를 작곡했다. 몇 주가 흐른 1955년 12월 19일, 퍼킨스 및 그 밴드는 그 곡을 멤피스의 선 스튜디오에서 녹음했다. 필립스가 가사 변경을 발의했고("Go, cat, go"), 밴드가 곡 말미에 "즉석 부기꼴 반주(boogie vamp)"를 붙였다. 같은 해 11월 프레슬리가 RCA로 이적하고, 1955년 12월 19일 필립스가 퍼킨스에게 말했다. "칼 퍼킨스, 이제는 당신이 로커빌리 캣이야(Carl Perkins, you're my rockabilly cat now)."
1956년 1월 1일 〈Blue Suede Shoes〉가 차트에서 엄청난 성공을 세웠다. 미국에서만 빌보드 컨트리 음악 차트 1위(그 최초이자 마지막 1위), 빌보드 베스트셀러 대중음악 차트 2위를 차지했다. 3월 17일 퍼킨스는 리듬 앤 블루스 차트에 처음 3위까지 오른 컨트리 음악가가 된다. 그날 밤 ABC-TV의 《오자크 주벌리》에서 그 곡을 실연했다. 그의 첫 번째 텔레비전 출연으로, 같은 밤 프레슬리는 CBS-TV 《스테이지 쇼》에서 두 번째 공연을 선뵈고 있었다. 프레슬리는 이미 2월 11일 해당 방송에서 이 곡을 연예했다. 영국에서는 톱 10 히트곡으로 자리매김, 영국 차트에서 10위를 달성했다. 〈Blue Suede Shoes〉는 선 아티스트로서는 최초로 1백만 장 판매된 레코드였다. 싱글 B면의 〈Honey Don't〉은 비틀즈, 완다 잭슨, T. 렉스까지 커버한다. 비틀즈 공연 시에는 존 레논이 리드 보컬 담당이었지만, 이내 링고 스타한테 그 역을 넘겼다. 《Lost Lennon Tapes》에서도 레논의 연주를 들을 수 있다.

### 교통 사고
1956년 3월 21일 버지니나 주 노퍽에서 공연을 마친 퍼킨스 형제 밴드는, 3월 24일 NBC-TV 《페리 코모 쇼》 출연을 위해 뉴욕으로 향했다. 3월 22일 동틀녘, 도버와 우드사이드 사이 13번 국도에서, 아마 스튜어드 핑크험이 운전대를 잡고 있었다. 픽업 트럭을 뒤에서 추돌한 뒤 그들이 탄 차는 1피트가량 물이 찬 배수로로 떨어졌다. 퍼킨스는 물로 떨어져 머리를 아래로 향한 채 의식을 잃었다. 드러머 홀랜드가 퍼킨스를 뒤쳐 익사에서 구해냈다. 목에 있는 등뼈에 균열이 일고, 뇌진탕을 앓았으며, 쇄골이 부서지고, 열상이 온몸을 뒤덮었다. 퍼킨스는 금일 해종일 가사 상태였다. 픽업 트럭의 운전자인 40세 농부 토머스 필립스는 핸들에 충돌당하여 절명했다. 제이 퍼킨스는 목이 부러지고 내상을 당했다. 그는 결코 완연히 회복되지 못했으며 1958년 사망했다.
3월 23일, 그 다음날 프레슬리와 뉴욕시에서 공연이 예정돼 있던 엘비스 전속밴드 성원 빌 블랙, 스코티 무어, D.J. 폰타나가 퍼킨스의 문병을 왔다. 폰타나는 퍼킨스의 반응을 이렇게 회상했다. "만나 본 만인들 중에서도, 나를 이렇게 몸소 찾아와 준 너희는. 마치 나를 찾아 온 천사 무리들 같다." 빌 블랙이 "여보게, 이건 엘비스가 주는 성원이야(Hey man, Elvis sends his love)"한즉, 그의 담배에 불을 붙였다. 그 옆의 침대에 있는 환자가 산소 텐트에 있었음에도 불구하였다. 일주일 뒤, 퍼킨스는 3월 23일 착전된 프레슬리의 문병 전보를 받았다. 전보에서 그는 조속한 회복을 빌었다.
샘 필립스는 《페리 코모 쇼》에서 골드 레코드로써 퍼킨스를 깜짝 놀래키려고 획책했다. 3월 22일이 되면 〈Blue Suede Shoes〉는 500,000장 이상 판매된다. 퍼킨스가 부상에서 회복될 즈음에도 〈Blue Suede Shoes〉는 일부 지역의 팝, R&B, 컨트리 차트에서 1위를 거푸 차지하고 있었다. 빌보드 팝, 컨트리 차트에서도 2위를 달성했다. 당시 팝과 컨트리 차트는 엘비스의 〈Heartbreak Hotel〉이 점령하고 있었거니와, R&B 차트에서는 〈Blue Suede Shoes〉에 뒤쳐져 있었다. 4월 중엽 〈Blue Suede Shoes〉는 1백만 장 판매를 기록했다. 4월 3일 퍼킨스는 잭슨에서 정양중에 프레슬리가 《밀튼 버 쇼》에서 〈Blue Suede Shoes〉를 공연하는 모습을 지켜봤다. 이는 프레슬리의 세 번째 전국 텔레비전 출연이었다. 프레슬리의 《스티브 앨런 쇼》 출연 적에도 두 번 그의 이름이 언급되었다. 프레슬리 반이 퍼킨스 것보다 유명해지었기로서 프레슬리 반은 빌보드 팝 차트에서 20위까지만 솟치었다.

### 복귀
1956년 4월 21일, 퍼킨스는 "빅 D 잼보리" 순회공연 팀의 일원으로 텍사스주 보몬트에서 공연함으로써 공연을 다시 시작하였다. 연예를 재발하기 전 샘 필립스가 선에서의 녹음 세션을 알선했다. 회복중인 제이의 자리는 에드 시스코가 채웠다. 4월 동안 〈Dixie Fried〉, 〈Put Your Cat Clothes On〉, 〈Right String, Wrong Yo-Yo〉, 〈You Can't Make Love to Somebody〉, 〈Everybody's Trying to Be My Baby〉, 〈That Don't Move Me〉를 녹음했다.
초여름부터 퍼킨스는 순회공연 "톱 스타 오브 '56(Top Stars of '56)"에 합류, 하룻밤 공연하는 대가로 1,000달러를 받았다. 순연에서 함께한 공연인들로 척 베리나 프랭키 라이몬 앤 더 틴에이저스도 있었다. 사우스캐롤라이나주 컬럼비아의 무대로 올라서는 순간, 퍼킨스는 군중들의 압력으로 무대에 짓뭉개져 턱에서 피를 흘리는 소년들을 보고 선뜩했다. 〈Honey Don't〉의 첫 번째 기타 간주가 연주되는 동안, 그들은 무대 뒤를 향해 손을 흔들고, 경찰관으로 병설된 이중 저지선이 지키는 빈 의상실로 들어갔다. 퍼킨스는 말했다. "이건 위험해. 애들이 너무 많이 다쳤어. 곳곳에선 소요까지 일어나고 있어, 미쳐간다고! 필시 음악이 광역케 하는 것이겠지" 자신이 목도한 것에 충격된 퍼킨스는 순회공연에서 작파했다.
9월 말의 어느 화요일 밤에 열린 "로큰롤 쇼(rock 'n' roll show)"에서는, 진 빈센트와 릴리언 브릭스서껀 출연하여 펜실베니아의 리딩 페어에 39,872명을 운집시켰다. 매사추세츠 주의 프룩톤 페어에서는, 그랜드스톤은 만원이요, 호우가 내리는 가운데 1,000여명의 사람들이 선 상태로 퍼킨스와 브릭스의 공연을 관람했다.
1956년 한해 선은 퍼킨스의 노래를 더 발매했다. 예컨대 〈Boppin' the Blues〉/〈All Mama's Children〉(B면은 조니 캐시와 합작), 〈Dixie Fried〉/〈I'm Sorry, I'm Not Sorry〉 등등. 1957년 2월 싱글 〈Matchbox〉/〈Your True Love〉가 발매된다. 〈Boppin' the Blues〉는 《캐시박스》 싱글 차트에서 2위, 빌보드 컨트리 앤 웨스턴 차트에서 9위, 빌보드 톱 100 차트에서 70위였다.
〈Matchbox〉는 로커빌리의 고전으로 간주된다. 이 곡이 녹음된 날, 엘비스 프레슬리가 녹음실을 찾았다. 퍼킨스, 프레슬리, 제리 리 루이스, (일찍 떠난) 조니 캐시는 녹음기가 가동되는 와중에 한 시간 남짓 복음성가, 컨트리, 리듬 앤 블루스를 불렀다. 이들이 에멜무지로 참여한 이 세션을, 그 다음날 보도한 지역 신문에 의해 밀리언 달러 콰르텟으로 일컫는다. 이 녹음물은 1990년에 CD화 된다. 1957년 2월 2일 퍼킨스는 《오자크 주벌리》에 출연해 〈Matchbox〉와 〈Blue Suede Shoes〉를 노래했다. 1957년경 《타운 홀 파티》에서 최소 두 번 출연해 예의 두 곡을 공연했다. 이 실황영상은 스크린 젬스(Screen Gems)가 촬영 및 배급한 《웨스턴 랜치 댄스 파티》(Western Ranch Dance Party)에 수록되었다. 1957년 8월 이면에 발라드 〈Forever Yours〉를 싣고 조니 캐시와 공동 작곡한 싱글 〈That's Right〉를 출시한다. 양자 모두 차트 진입에 실패했다.
1957년 영화 《잼보리》에서, 퍼킨스는 1분 55초가량 〈Glad All Over〉를 선보였다. 에런 슈로더, 시드 테퍼, 로이 C. 베넷이 작곡한 것으로, 정식 발매일은 1958년 1일이다.

## 선 레코드 전면 이후
1958년 컬럼비아 레코드로 이적한 퍼킨스는 컬럼비아에서 녹음을 진행, 〈Jive After Five〉, 〈Rockin' Record Hop〉, 〈Levi Jacket (And a Long Tail Shirt)〉, 〈Pop, Let Me Have the Car〉, 〈Pink Pedal Pushers〉, 〈Any Way the Wind Blows〉, 〈Hambone〉, 〈Pointed Toe Shoes〉, 〈Sister Twister〉, 〈L-O-V-E-V-I-L-L-E〉 기타 등등을 취입했다. 1959년 조니 캐시를 위해 컨트리 앤 웨스턴 곡 〈The Ballad of Boot Hill〉를 짓는다. 캐시는 컬럼비아 레코드에서 EP로서 녹음한다. 같은 해 퍼킨스는 피플스 픽처스(People's Pictures)가 제작한 필리핀 영화 《하와이안 보이》(Hawaiian Boy)에 출연, 〈Blue Suede Shoes〉를 불렀다. 1962년, 1963년에는 골든 너겟 카지노에서도 이따금 실연했다. 그동안 중서부 주와 독일에서도 순연을 진행했다.
1964년 5월경 척 베리와 영국에서 순회공연을 다녔다. 퍼킨스는 미국에서처럼 영국에서도 자기가 잊혀졌을 것이며 심드렁한 관중들에게 망신당할 것으로 추측, 끌려가듯 순연에 착수했다. 반면에 베리는 1950년대부로 영국에서 자기 인기는 더 올라갔을 것이며, 매 쇼마다 많은 관중을 동원할 수 있을 것이라고 확신했다. 애니멀스가 두 공연자들의 반주를 담당했다. 순연에서 어느 밤, 한 파티에 참가한 퍼킨스는 비틀즈에게 둘러싸인 채 좌석에 앉아 담소하고, 기타를 치고, 노래를 불렀다. 링고 스타가 〈Honey Don't〉을 녹음해도 될 지 여부를 묻자 퍼킨스는, "되고말고, 마음껏 해(Man, go ahead, have at it)"라고 했다. 비틀즈는 이후 〈Matchbox〉, 〈Honey Don't〉, 〈Everybody's Trying to Be My Baby〉를 커버 및 취입한다. 1963년 비틀즈는 〈Glad All Over〉의 두 가지 버전을 녹음했다. 가을 독일 순연이 그 꼬리를 물었다.
1964년 6월 브룩스윅 레코드에서 내슈빌 틴즈와 녹음한 싱글 〈Big Bad Blues〉, 그 뒷면 〈Lonely Heart〉을 발매했다.
1968년 조니 캐시 공연단과 순연하던 중 퍼킨스는 4일간 폭음을 연일했다. 캐시의 채근에 의해 캘리포니아주 샌디에이고에서 공연의 막을 열었고, 네 곡을 연주한 뒤였다. 당시 "뿌염밖에" 볼 수 없었던 그는, "거울에서 내가 네다섯으로" 보였다고 술회했다. 그럼에도 뒤에 위스키 한 파인트를 마시고 투어 버스에서 나가떨어졌다. 아침이 되자 환각을 보기 시작했다. "거대 거미들, 커다란 공룡들이, 나를 짓밟으려 벼르고 있었다." 버스는 해변가에서 정차했다. 그는 은닉하고 있던 위스킨 한 파인트의 유혹을 받았다. 그는 병을 들고 해변에 놓고 무릎 꿇고 기도했다. "주님, ... 저는 이 병을 던지겠습니다. 당신께 당신을 믿음을 증명하려 합니다. 이것을 태평양에 표류시킬 것입니다 ... 이만 일어납니다. 저는 옳은 일을 함을 압니다." 피차 마약 문제로 고생하던 퍼킨스와 캐시는, 맨정신을 지키기 위해 서로가 서로를 도왔다.
1968년 캐시가 퍼킨스의 작곡 〈Daddy Sang Bass〉 (미국 고전 〈Will the Circle Be Unbroken〉 일부를 병합했다)을 녹음하고 컨트리 음악 차트에서 6주간 1위를 달성했다. 글렌 캠벨이 곡을 커버했고, 스타틀러 브라더스와 칼 스토리도 녹음했다. 〈Daddy Sang Bass〉는 그해 컨트리 음악 협회의 올해의 노래 후보로 선정되었다. 퍼킨스는 또 샌 퀜틴 교도소에서 실황 녹음한 싱글 〈A Boy Named Sue〉의 리드 기타 연주도 맡았다. 이 싱글은 컨트리 차트에서 5주 1위, 팝 차트 2위를 달성한다. (공연 영상은 그라나다 텔레비전이 촬영하고 방송했다.) 퍼킨스는 다음 10년간 캐시의 순연단에서 활동했다. 더러는 캐시를 위해 무대 막을 열었다. (폴섬, 샌 퀜틴 교도소 콘서트가 그 예시로, 그는 캐시가 무대를 잡기 전 〈Blue Suede Shoes〉와 〈Matchbox〉를 공연했다. 2000년까지 미공개 상태였다.) 테레비전 시리즈 《더 조니 캐시 쇼》에서 출연하기도 했다. 캐시와 데렉 앤 더 도미노스와 〈Matchbox〉을 실연했다. 호세 펠리시아노와 머를 트래비스서껀 리허설 재밍을 가진 장면도 포함되어 있다.
1969년 4월 16일, 캐시가 진행한 텔레비전 프로그램 《크래프트 뮤직 홀》에서 〈Restless〉를 공연했다. 1969년경 밥 딜런과 〈Champaign, Illinois〉를 합작했다. 딜런은 당시 내슈빌에서 2월 12일에서 21일까지 제 음반 《Nashville Skyline》를 녹음하고 있었다. 그는 6월 7일 《더 조니 캐시 쇼》에 출연했을 때 캐시를 처음 만났다. 딜런은 그 노래의 곡조 하나를 지어놓았으나, 정체를 닥뜨렸다. 퍼킨스가 느릿한 리듬을 고안하고 곡조 말미의 가사를 즉흥에 짓자, 딜런이 말하길, "당신 노래니까, 가져요. 써 주세요(Your song. Take it. Finish it)." 공동 작곡으로 기재된 이 노래는 퍼킨스의 1969년 음반 《On Top》에 취입됐다.
1969년 컬럼비아 소속의 머레이 크루그먼이 이끄는, 뉴욕 싱 허드슨 밸리에서 활동하는 로커빌리 그룹 더 뉴 리듬 앤 블루스 콰르텟에 합류한다. 퍼킨스와 그 그룹은 음반 《Boppin' the Blues》를 녹음하면서, 일부 수록곡은 저마다 녹음하고 그의 대표곡 〈Turn Around〉과 〈Boppin' the Blues〉는 그룹이 그의 반주를 맡는 형태로 녹음했다. 1974년 2월 16일 유명 컨트리 시리즈 《히 호》에서 캐시와 공동 출연했다.

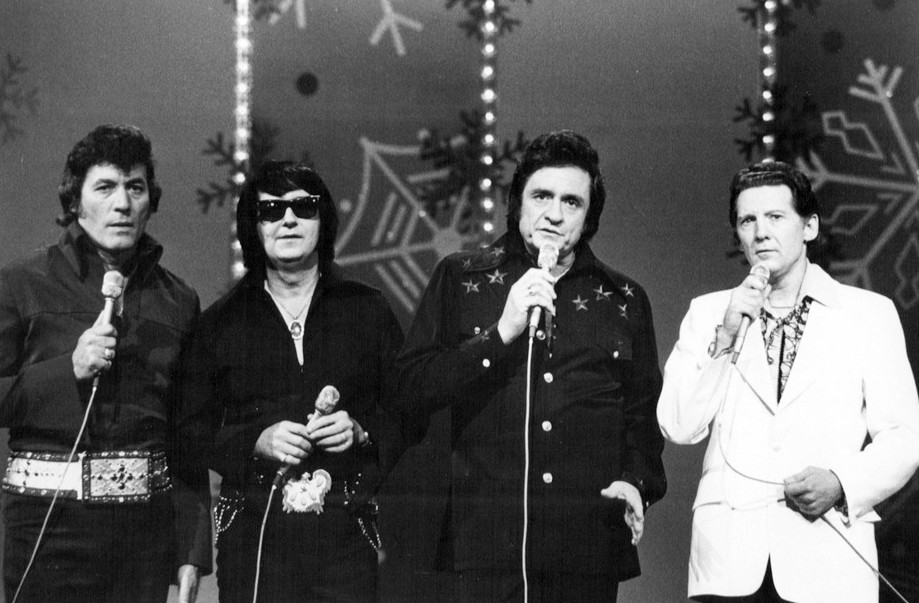
1977년 조니 캐시 크리스마스 스페셜 출연 시. 맨 왼편에 있는 사람이 퍼킨스.

1970년 조니 캐시의 형제 토미 캐시가 퍼킨스가 작곡한 〈Rise and Shine〉로 10위 컨트리 복음성가 히트곡을 세웠다. 빌보드 컨트리 차트 9위, 캐나다 컨트리 차트 8위에까지 도달했다. 1971년 알린 하덴이 퍼킨스의 작곡 〈True Love Is Greater Than Friendship〉으로 컨트리 차트 40위 히트곡을 만든다. 이 곡은 영화 《리틀 파우스 앤 빅 핼시》 (1971) 삽입곡이었다. 같은 해 앨 마티노의 반으로 빌보드 컨트리 차트 22위, 빌보드 어덜트 컨템포러리 차트에서 33위를 달성한다.
샘 필립스와 저작료에 대한 지리한 법정 싸움 끝에 1970년대 노래에 한에 퍼킨스가 그 소유권을 갖는 것으로 판결되었다.

## 말년
1981년 폴 매카트니와 〈Get It〉을 녹음, 구음을 제공하고 비틀즈 전 멤버와 기타를 연주했다. 1982년 발매돼 차트 정상에 오른 음반 《Tug of War》의 수록곡이다. 이 트랙은 또 살짝 편집된 형태로 싱글 B면에도 수록되었다. 한 출처에 따르면, 퍼킨스가 "폴 매카트니와 작곡한 것"이다. 노래는 퍼킨스의 즉석적인 웃음소리로 멎어든다.
1980년대 로커빌리 리바이벌이 퍼킨스에게 다시 조명을 비추게 했다. 1985년경 그는 영화 《포키스의 복수》 사운드트랙용으로 스트레이 캐츠의 리 로커, 슬림 짐 팬텀과 〈Blue Suede Shoes〉를 재녹음했다.
1985년 10월 조지 해리슨, 에릭 클랩튼, 데이브 에드먼드, 리 로커, 로산네 캐시, 링고 스타와 텔레비전 스페셜 《블루 스웨이드 슈즈: 어 로커빌리 세션》에 출연했다. 런던에 위치한 라임하우스 스튜디오에서 실황 녹화되어 1986년 1월 1일 채널 4에서 방송되었다. 퍼킨스는 16곡을 공연했으며 이 중 두 번을 앙코르로 했다. 그와 그 친구들은 30년 전에 쓴 자기의 가장 유명한 곡을 부름으로써 대미를 장식했다. 퍼킨스는 이때 눈물을 머금었다. 이 콘서트는 그의 후년에서 가장 압권으로 꼽히며, 퍼킨스와 그 빈객들의 활달한 공연은 팬들의 갈채를 샀다. 이 콘서트 실황영상은 2006년 스내퍼 뮤직이 DVD로 출시했다.
1985년 내슈빌 송라이터 명예의 전당에 헌액되었다. 1987년 로큰롤 명예의 전당에 헌액되었다. 아울러 로큰롤 명예의 전당이 선출한 "로큰롤을 형성한 500곡"에 〈Blue Suede Shoes〉가 선정되었다. 이 노래는 그래미상도 받았다.
퍼킨스가 배우로서 인상을 남겼다고 할 만한 영화는, 존 랜디스의 1985년 영화 《인투 더 나이트》일 것이다. 카메오가 대거 출연한 이 영화에서 퍼킨스가 분한 등장인물은, 데이비드 보위가 연기한 배역과 피차간의 손에 피차가 죽임당한다.
1986년 멤피스의 선 레코드에 돌아와서 캐시, 제리 리 루이스, 로이 오비슨과 음반 《Class of '55》를 공동 제작했다. 이 음반은 그들의 선에서 보낸 초년과, 퍼킨스, 프레슬리, 캐시, 루이스가 참여한 밀리언 달러 콰르텟에 대한 헌정 노릇을 하는 것이었다.
1989년 퍼킨스는 더 주디스의 1위 컨트리 히트곡 〈Let Me Tell You About Love〉에서 공동 작곡과 기타 연주를 제공했다. 같은 해, 쳇 앳킨스, 트래비스 트릿, 스티브 워리너, 존앤 젯, 찰리 대니얼스, 폴 섀프너, 윌 리를 동원한 음반 《Friends, Family, and Legends》 출시를 위해 플래티넘 레코드와 음반 계약을 맺는다. 음반의 제작 도중에 퍼킨스는 인후암이 악화되었다.
다시 선 스튜디오로 돌아와 스코티 무어와 음반 《706 ReUNION》를 녹음, 벨 메디 레코드에서 발매한다. 이 음반에는 D.J. 폰타나, 파커스 밴 스토레이, 조더네이어스의 참사도 있었다. 1993년 퍼킨스는, 켄터키주 글래스고에서 촬영된 〈Dixie Fried〉의 리메이크 뮤직비디오 제작을 위해 켄터키 헤드헌터랑 공연했다. 1994년, 레드 핫 협회가 발안한 AIDS 자선 음반 《Red Hot + Country》에 〈Matchbox〉를 수록시키기 위해 두에인 에디와 더 메이브릭스와 팀을 짰다.
1996년 생전 마지막 음반 《Go Cat Go!》 가 독립 음반사 다이노소어 레코드에서 발매되었다. 보노, 조니 캐시, 조니 포커티, 조지 해리슨, 폴 매카트니, 윌리 넬슨, 톰 페티, 폴 사이먼, 링고 스타가 구음으로 참여했다.
마지막 대규모 콘서트는 뮤직 포 몬트세랫으로, 런던 앨버트 홀에서 1997년 9월 15일 개회된 올스타 자선 콘서트였다.
그 이후 1998년 1월 19일 향년 65세로 퍼킨스는 사망했다. 사망지는 테네시주 잭슨의 잭슨 매디슨 컨트리, 사인은 인후암이다. 전달부터 뇌졸중을 여러 번 앓아왔던 터였다. 램버스 유니버시티에서 열린 장례식에 조지 해리슨, 제리 리 루이스, 위노나 주드, 거스 브룩스, 내슈빌 에이전트 짐 댈러스 크로치, 조니 캐시, 준 카터 캐시가 문상을 왔다. 잭슨의 릿지크레스트 묘지에 매장되었다.

## 자료
- Guterman, Jimmy (1998). "Carl Perkins". The Encyclopedia of Country Music. Paul Kingsbury, ed. New York: Oxford University Press. pp. 412–413.
- Naylor, Jerry; Halliday, Steve (2007). 《The Rockabilly Legends: They Called It Rockabilly Long Before They Called It Rock and Roll》. Milwaukee, Wisc.: Hal Leonard. ISBN 978-1-4234-2042-2. OCLC 71812792.
- Pareles, Jon (1998년 1월 20일). “Carl Perkins Dies at 65; Rockabilly Pioneer Wrote 'Blue Suede Shoes'”. 《New York Times》. B12면. 2009년 12월 4일에 확인함.
- Perkins, Carl; McGee, David (1996). 《Go, Cat, Go!》. New York: Hyperion Press. ISBN 0-7868-6073-1. OCLC 32895064.